# Slammiversary XVII
Slammiversary XVII fue un evento pago por visión de lucha libre profesional producido por Impact Wrestling. Tuvo lugar el 7 de julio del 2019 en Gilley's Dallas en Dallas, Texas. Es el décimo séptimo evento en la cronología de Slammiversary y cuarto evento pago por visión de Impact Wrestling en el 2019.

## Resultados
- Willie Mack derrotó a TJP, Jake Crist y Trey Miguel.
  - Mack cubrió a Crist después de un «Frog Splash».
- The North (Ethan Page & Josh Alexander) derrotaron a The Latin American Xchange (Ortiz & Santana) (con Konnan) y The Rascalz (Dezmond Xavier & Zachary Wentz) (con Trey Miguel) y retuvieron el Campeonato Mundial en Parejas de Impact.
  - Page y Alexander cubrieron a Ortiz después de un «Double Neutralizer».
- Eddie Edwards derrotó a Killer Kross en un First Blood Match.
  - Edwards ganó la lucha cuando Kross comenzó a sangrar de la boca tras enterrarle un palo de kendo roto en el labio.
- Moose derrotó a Rob Van Dam.
  - Moose cubrió a Van Dam después de un «Spear».
- Taya Valkyrie derrotó a Su Yung, Rosemary y Havok (con James Mitchell) en un Monster's Ball Match y retuvo el Campeonato de Knockouts de Impact.
  - Valkyrie cubrió a Yung después de un «Avalanche Tombstone Piledriver» de Havok sobre tachuelas.
- Rich Swann derrotó a Johnny Impact (con John E. Bravo) y retuvo el Campeonato de la División X de Impact.
  - Swann cubrió a Impact después de un «Phoenix Splash».
  - Durante la lucha, Bravo interfirió a favor de Impact.
- Brian Cage derrotó a Michael Elgin y retuvo el Campeonato Mundial de Impact.
  - Cage cubrió a Elgin con un «Roll-Up».
  - Después de la lucha, Elgin atacó a Cage y a Don Callis.
  - Después de la lucha, un enmascarado atacó a Elgin.
- Sami Callihan derrotó a Tessa Blanchard.
  - Callihan cubrió a Blanchard después de un «Piledriver».